# Claude Bricage
Claude Bricage est un photographe né le 18 avril 1939 à Paris 14e et décédé le 21 mars 1992 à Paris 20e.

## Biographie
Claude Bricage travaille dès l'âge de quinze ans. Il milite et occupe des responsabilités politiques et syndicales au P.C.F., à la C.G.T. puis à Travail et Culture, à son retour de vingt-huit mois de service militaire en Algérie et en Allemagne de l'Ouest. Découvrant en 1966 L'Affaire de la rue de Lourcine, mise en scène de Patrice Chéreau au petit théâtre des Trois Baudets, il décide de se consacrer à garder une trace des arts de la scène.
Il se lie d'amitié avec Claude Gaspari, reporter à L'Humanité, puis photographe de la galerie Maeght. Il s'inscrit aux cours du soir des Arts appliqués, atelier des arts graphiques.
En 1967, à vingt-huit ans, il se consacre à la photographie de théâtre, quitte les P.T.T., engagé par Gabriel Garran au Théâtre de la commune d'Aubervilliers, en tant que responsable des relations publiques. Il publie ses premières photos sur les spectacles des pièces de Brecht, non signées, dans la presse communiste. Aux côtés de Garran, il assiste aux mises en scène de Mnouchkine, Strehler, Langhoff et croise Luigi Ciminaghi, photographe de Strehler. Michel Bataillon, dramaturge du théâtre, contrôle et oriente l'inventaire photographique de Bricage : il n'est pas alors question de "point de vue" …
En 1969, après Aubervilliers, il est responsable de l'animation du théâtre de Gennevilliers et propose néanmoins ses photos. Vitez, Chéreau, Jourdheuil, Bayen sont rencontrés et leur travail suivi. 
Lorsqu'il est engagé en 1975 au théâtre national de Chaillot par André-Louis Perinetti, c'est en tant que photographe permanent. Chaillot accueille essentiellement des compagnies étrangères : Kantor, Garcia, Serban. Après un licenciement, il sera réembauché par Antoine Vitez qu'il suivra à la Comédie-Française.
Sa fidélité aux mises en scène de Chéreau, Vincent, Bayen, Sobel, Vitez, Jourdheuil, Jouanneau et aux chorégraphies de Maguy Marin est exceptionnelle[non neutre]. Les grands festivals (Avignon, Nancy, Automne à Paris), les théâtres subventionnés en région parisienne et en province et de nombreux autres metteurs en scène font appel à Bricage.[réf. nécessaire] Ses photos sont publiées dans les programmes et dans la presse nationale et professionnelle. Il dépasse, très rare photographe à le faire[réf. nécessaire], le cadre des séances photos pour construire une vision sur les spectacles, travaillant durant les répétitions, des mois, des semaines, suivant les représentations et les reprises. Il construit à la fois une mémoire, un regard et une sélection, se réservant toujours le droit à son écriture.
Dès 1980, il engage des projets et des commandes photographiques personnels et collectifs à travers 2 associations: Photographier le Théâtre et Photographier la Ville. Les agences photo Magnum et Vu sont partenaires de plusieurs de ses projets et il fait appel à une pléïade de photographes reconnus. Le développement de l'action culturelle avec la gauche au pouvoir permet à Bricage de réaliser des expositions importantes.[réf. nécessaire].
Le théâtre n'est plus le seul sujet de Bricage, la ville et les paysages urbains sont abordés et prendront dans les années quatre-vingt une place considérable. Bricage devient " homme de projets ", photographe et concepteur d'initiatives de création photographique sollicitant, avec une curiosité et un respect éclectiques, des photographes très différents.[réf. nécessaire]
La commande publique lui permet en 1983 de travailler sur les grands chantiers de l’État à Paris, elle se poursuivra jusqu'à l'été 1991, date de son hospitalisation, six mois avant sa disparition. La Mission interministérielle des grands travaux lui donne carte blanche pour un " état des lieux " : le musée d'Orsay, le Grand Louvre, la Grande Arche de la Défense, l'Opéra Bastille, l'Institut du monde arabe, le parc de la Villette, la Cité de la musique, complétés par les musées de l'Éducation nationale, ce qui lui permettra de photographier notamment la grande galerie du Muséum national d'histoire naturelle fermée au public depuis des dizaines d'années.
Ce n'est pas tant l'architecture en construction qu'il traque[style à revoir] pendant dix ans que des obsessions esthétiques communes à tous les sujets de Bricage : le matériau, la pénombre, l'ombre, le geste, le cadre, le monumental … Bricage est aussi un citoyen photographe. Son engagement politique et social demeure étroitement lié à ses projets : il fixe la classe ouvrière et l'homme au travail à plusieurs reprises, et son attachement à photographier la ville devient une thématique dont il fera une structure de sa quête du réel.[réf. nécessaire]
Pêle-mêle il saisit le métro, la banlieue en Seine-Saint-Denis, les grands chantiers, la ville nouvelle de Marne-la-Vallée, Moscou, l'Est algérien … Les projets se succèdent de 1980 à 1991, les points de vue sur les formes scéniques et urbaines s'entrelacent.[style à revoir] L'hôpital sera le dernier " sujet " de Bricage, d'octobre 1991 à février 1992. Il meurt des suites du sida, à Paris, le 21 mars 1992, à l'âge de cinquante-trois ans,.

## Principales expositions
- 1980 : Portrait d'un jeune travailleur, avec un texte de Jean Ristat. Production Travail et Culture.
- 1981 : 
  - En passant par Saint-Cyr l'École1. Production Centre culturel de Saint-Cyr l'Ecole.
  - Aragon rue de Varenne. Production Révolution et l'Humanité.
- * 10 juillet - 7 août 1982 : Photographier le théâtre, avec Luigi Ciminaghi, Birgit, Nicolas Treatt, Lyu Hanabusa, Mitsutoshi Hanaga, Martine Franck, Festival d'Avignon[3].
- 1984 : Demain le tramway, d'un point de vue à l'autre, avec Pascal Dolémieux, Thierry Girard, Gladys, Xavier Lambours, Marc Pataut et Hervé Rabot.
- Production Conseil général de la Seine-Saint-Denis, ministère de la Culture, R.A.T.P.
- 1986 : Travaux-photos. Production Mission interministérielle des grands travaux et grande halle de la Villette, diffusion Mois de la photo à Paris[4].
- 1988 : Marne-la-Vallée, les images, avec John Batho, Claude-Raymond Dityvon et Jeanloup Sieff. Production Ferme du buisson, S.A.N. du Val Maubuée, Conseil général de Seine-et-Marne, Conseil régional d'Ile-de-France.
- 1989 : 
  - Alors c'est comment l'U.R.S.S. ?, avec Daniel Boudinet, Harry Gruyaert, Josef Koudelka, Xavier Lambours, Marie-Paule Nègre, Marc Pataut, Sophie Ristelhueber et Patrick Zachmann. Production Fête de l'Humanité, ambassade d'U.R.S.S. à Paris, association France-U.R.S.S., villes du Havre, Calais, Saint-Denis, Sallaumines, Nantes, Bagneux, Conseil général du Val-de-Marne.
  - May-B. Production compagnie Maguy Marin et Maison des Arts de Créteil.
- 15 - 30 juillet 1991 : De la théâtralité, Festival d'Avignon[5].
- 9 juillet - 2 août 1993 : Théâtres-Paysages fragments d'une oeuvre, rétrospective d'hommage, diffusion Festival d'Avignon, production Festival d'Avignon, Centre National du Théâtre, Commission Nationale Photo, Ministère de la Culture. Mission Interministérielle des Grands Travaux[6].
- 21 mai - 24 août 2008 : Acteurs en scène : regards de photographes, Bibliothèque nationale, Paris[7]

photographies de Mario Atzinger, Claude Bricage, Daniel Cande, Fernand Michaud, Nadar, Roger Pic, Charles Reutlinger, Studio Harcourt, Nicolas Treatt, Agnès Varda.
- 6 novembre 2014 - 1er mars 2015 : Regards croisés, théâtre et photographie, Maison de Victor Hugo, Paris[8]

photographies de Claude Bricage, Étienne Carjat, Nadar, , Christophe Raynaud de Lage, Agnès Varda.

## Livres de photographies
- Atelier, texte d'Alin A. Avila, Paris, Area, 1986, 80 p . : ouvrage consacré à Vladimir Veličković[9].
- Marne-la-Vallée, les images, éditions Beba, 1986[10].
- Photons d'acier, texte de Tahar Djaout, éditions Sider, 1992.
- Bernard Noël, Claude Bricage, Maguy Marin, Photographies d'une chorégraphie : May B., Paris, Éditions Armand Colin, 1993  (ISBN 2-20021-354-9)
- Théâtres paysages - Fragments d'une œuvre, textes de Christian Caujolle, Jean-Pierre Thibaudat, Bruno Bayen, Paul Chemetov, éditions Plume, 1993.
- Chronique d'un été algérien, ici et là-bas, texte d'Assia Djebar, édition Plume, 1993.